# Fotopedia
Fotopedia è stata un'enciclopedia fotografica lanciata nel giugno 2009 da 5 ex-dipendenti di Apple: Jean-Marie Hullot, Bertrand Guiheneuf, Manuel Colom, Sébastien Maury e Olivier Gutknecht.
Il 31 luglio 2014 ha annunciato la chiusura del servizio in data 10 agosto 2014, annunciandolo sul loro blog.

## Caratteristiche
L'enciclopedia fornisce la possibilità di caricare un numero illimitato di immagini, fornisce spazio illimitato e consente anche di allegare un Collegamento ipertestuale alle pagine di Wikipedia.
È possibile effettuare ricerche delle immagini per categoria, organizzare le foto in album, creare un profilo dedicato e condividerle all'interno dei Social network.